# Solanum oxycarpum
Espèce
Solanum oxycarpum est une espèce de plante herbacée tubéreuse vivace de la famille des Solanaceae, originaire du Mexique. Elle est apparentée à la pomme de terre cultivée, et comme celle-ci, elle est tétraploïde (2n = 4x = 48).

## Description
Solanum oxycarpum est une plante herbacée tubéreuse vivace pouvant atteindre 2 m de haut.
Les feuilles sont assez grandes, mesurent de 15 à 35 cm de long et de 10 à 19 cm de large. Elles sont composées imparipennées et comptent de 5 à 7 paires de folioles latérales et une foliole terminale. Ces folioles sont de forme ovale à elliptique.
Les fleurs ont une corolle pentamère, arrondie, de 2 à 3 cm de diamètre, de couleur pourpre bleuâtre.
Elles sont groupées en inflorescences cymeuses comptant jusqu'à une quarantaine de fleurs.
Les fruits sont de petites baies globuleuses à conique de 2 à 5 cm de long, de couleur verte. Ils contiennent de nombreuses graines ovoïdes de 2 mm de long environ.

## Habitat et distribution
Solanum oxycarpum se rencontre en milieux humides dans le sud du Mexique (États de Hidalgo, Oaxaca, Puebla, Queretaro, Veracruz) entre 1900 et 2900 mètres d'altitude.